# Confini dell'Austria

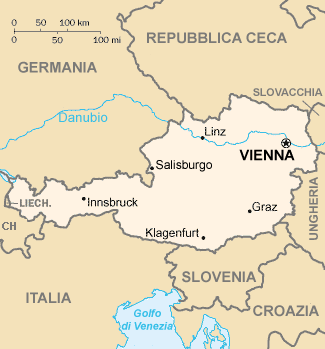
Mappa dell'Austria con evidenziati i confini.

I Confini dell'Austria sono le frontiere internazionali che delimitano l'Austria con gli stati vicini. Sono otto per un totale di 2.562 km.
A nord si trovano i confini con la Germania e con la Repubblica Ceca; ad est con l'Ungheria e la Slovacchia; a sud con Italia e Slovenia, e ad ovest con la Svizzera e con il Liechtenstein.

## Elenco
| Paese confinante | lunghezza (km) | Länder interessati                              |
| ---------------- | -------------- | ----------------------------------------------- |
| Germania         | 784            | Alta Austria, Salisburghese, Tirolo, Vorarlberg |
| Italia           | 430            | Carinzia, Salisburghese, Tirolo                 |
| Liechtenstein    | 35             | Vorarlberg                                      |
| Repubblica Ceca  | 362            | Alta Austria, Bassa Austria                     |
| Slovacchia       | 91             | Bassa Austria                                   |
| Slovenia         | 330            | Burgenland, Stiria, Carinzia                    |
| Svizzera         | 164            | Vorarlberg, Tirolo                              |
| Ungheria         | 366            | Burgenland                                      |

## Triplici frontiere
L'Austria è interessata da nove triplici frontiere:
| nome             | coordinate              | nazioni coinvolte                    | confini                                                                         |
| ---------------- | ----------------------- | ------------------------------------ | ------------------------------------------------------------------------------- |
| Passo di Resia   | 46.855064°N 10.469663°E | Austria, Italia, Svizzera            | Austria - Italia • Austria - Svizzera • Italia - Svizzera                       |
| Monte Forno      | 46.521944°N 13.714167°E | Austria, Italia, Slovenia            | Austria - Italia • Austria - Slovenia • Italia - Slovenia                       |
|                  | 46.87°N 16.115692°E     | Austria, Slovenia, Ungheria          | Austria - Slovenia • Austria - Ungheria • Slovenia - Ungheria                   |
|                  | 48.006667°N 17.160556°E | Austria, Ungheria, Slovacchia        | Austria - Ungheria • Austria - Slovacchia • Slovacchia - Ungheria               |
|                  | 48.616389°N 16.94°E     | Austria, Slovacchia, Repubblica Ceca | Austria - Slovacchia • Austria - Repubblica Ceca • Repubblica Ceca - Slovacchia |
|                  | 48.771473°N 13.839505°E | Austria, Repubblica Ceca, Germania   | Austria - Repubblica Ceca • Austria - Germania • Germania - Repubblica Ceca     |
| Lago di Costanza | 47.523768°N 9.62358°E   | Austria, Germania, Svizzera          | Austria - Germania • Austria - Svizzera • Germania - Svizzera                   |
| [ 2 ]            | 47.269722°N 9.530278°E  | Austria, Svizzera, Liechtenstein     | Austria - Svizzera • Austria - Liechtenstein • Svizzera - Liechtenstein         |
| Naafkopf         | 47.060706°N 9.607153°E  | Austria, Liechtenstein, Svizzera     | Austria - Liechtenstein • Austria - Svizzera • Liechtenstein - Svizzera         |